# Román de San José Redondo
Román de San José Redondo   (Plasència, 9 d'agost de 1877 - c. dècada del 1940), Ingressa a l'Exèrcit el 1894, a la banda de tambors de Castella Regiment N º 16. L'any 1900, ascendeix a la posició de director d'orquestra. Entre 1909 i 1913 va participar en la guerra d'Àfrica, rebent diversos premis. El 1914 va dirigir la banda del Regiment d'Artilleria Astúries i el 1915 l'Acadèmia d'Intendència, on va romandre fins al 1928.
va ser Músic Major del regiment San Fernando, número 11, tinent director de la banda de l'Acadèmia d'Intendència d'Àvila, i posteriorment, director de la banda del Regiment Inmemorial número 1, de Madrid. El 1937, es retira per edat i acabà la seva carrera musical com a director del Conservatori de Vitòria.
A més del El Complutense (1911, pasdoble), Turuta compongué El 13 de Septiembre (1923, marxa), A la verbena (1921, cuplet), Adiós Ronda (1908, pas-doble), Amarguras (pas-doble), Los cojos (marxa), Dulzuras (pas-doble), Einzoren (dansa àrab), Flor trianera (pas-doble), Himno de la Academia de Intendencia (1919), Monte Arruit (marxa), La Santa Cena (marxa de processó), Todo son nubes (marxa).